# Ulica Kolegialna w Płocku
Ulica Kolegialna – ulica na osiedlu Kolegialna w Płocku. Zaczyna się na Starym Mieście przy skrzyżowaniu z ulicą Tumską, a kończy 980 metrów dalej za skrzyżowaniem z al. Kilińskiego. Nazwa ulicy pochodzi od znajdującej się przy niej dawnej kamery pruskiej - siedziby kolegialnych władz Płocka z początków XVIII wieku.

## Historia
Historyczne opisy ulicy Kolegialnej sięgają przełomu XVII i XVIII wieku. Po drugim rozbiorze Polski Płock znalazł się pod zaborem pruskim. Nowe władze miasta postanowiły opracować plan regulacji, zakładający wyburzenie murów obronnych wokół śródmieścia, które znacznie utrudniały rozwój przestrzenny. Prace rozpoczęły się w 1803 roku, a jedną z wielu zmian było wytyczenie nowego przebiegu ulicy Szerokiej (obecnie ul. Józefa Kwiatka) wraz z jej przedłużeniem - ulicą Kolegialną. Miała ona zapewnić komunikację z nową dzielnicą dla urzędników pruskich, ulokowaną na południowy wschód od Starego Miasta, dookoła obecnego pl. Obrońców Warszawy.

## Ważne obiekty

### Kolegialna 9 - Pałac Ślubów
Zabytkowy pałac bankiera i społecznika Ludwika Flataua zbudowany około 1885 r. Budynek zawdzięcza swą nazwę mieszczącemu się w nim urzędowi stanu cywilnego. Znajduje się tu tablica pamiątkowa ku czci adwokata i działacza społecznego Kazimierza Askanasa.

### Kolegialna 19 - dawna kamera pruska
Surowy, klasycystyczny budynek kamery (Collegien Haus) zbudowany w 1802 r. na podstawie projektu Davida Gilly. Jego pierwotnym przeznaczeniem była siedziba administracji pruskiej. W 1844 r. został rozbudowany z polecenia nowych władz guberni płockiej. Po obu stronach dobudowano skrzydła zwieńczone tympanonami. W gmachu mieści się dzisiaj delegatura mazowieckiego urzędu wojewódzkiego.

### Kolegialna 23 - szkoła muzyczna
Budynek u zbiegu ulic Kolegialnej i Misjonarskiej, datowany na koniec XIX wieku. W 1911 r. zaadaptowany został na gimnazjum żeńskie, ośmioklasową szkołę prywatną. W 1920 r. szkołę upaństwowiono wraz z nadaniem jej imienia Reginy Żółkiewskiej, żony hetmana Stanisława Żółkiewskiego. Dyrektorem placówki w latach 1908–1932 była Marcelina Rościszewska - bohaterka z czasów obrony Płocka w 1920 r.. W czasie II wojny światowej budynek mieścił siedzibę policji niemieckiej. Obecnie siedziba Państwowej Szkoły Muzycznej I i II stopnia im. Karola Szymanowskiego.

### Kolegialna 40 / Kilińskiego 6a i 8a - rogatki warszawskie
Klasycystyczne rogatki warszawskie (zwane też wyszogrodzkimi) wzniesione zostały w latach 1816–1818 wg projektu Jakuba Kubickiego. Stanowią dwa budynki zlokalizowane po dwóch stronach ul. Kolegialnej zaraz przed jej rozwidleniem na ul. Wyszogrodzką i Słoneczną. Zbudowane na planie prostokąta z charakterystycznymi wgłębionymi portykami z kolumnami w porządku jońskim.